# Округ 03 (Дюссельдорф)
Городской административный округ 03   (нем. Stadtbezirk 03) - один из десяти округов, составляющих территорию города Дюссельдорфа, столицы федеральной земли Северный Рейн-Вестфалия. Расположен в юго-западной части города. В свою очередь округ подразделяется на административные районы, которых здесь восемь: Бильк (Bilk), Обербильк (Oberbilk), Унтербильк (Unterbilk), Флее (Flehe), Фольмерсверт (Volmerswerth), Фридрихштадт (Friedrichstadt), Хамм (Hamm) и Хафен (Hafen). Современная территория округа, как составная часть Дюссельдорфа, была выделена в 1975 году. Руководство округа базируется в шоппинг-центре Дюссельдорф-Аркаден района Бильк. В противоположность другим крупным городам Северного Рейна-Вестфалии, в которых округа имеют свои собственные названия (например, в Кёльне и Дуйсбурге), в Дюссельдорфе они обозначены только цифрами.
Особенностью округа является резкий контраст между отдельными районами. Если Бильк, Обербильк, Унтербильк и Фридрихштадт характеризуются плотной городской застройкой кварталов, то территории Хамма, Флее и Фольмерсверта выглядят как сельские районы города. Особняком стоит Хафен, характеризующаяся, с одной стороны, как крупный промышленный район с действующей ТЭС Лаусвард (Lausward), а, с другой стороны, как современный информационно-коммуникационный центр Дюссельдорфа. Как особенность района Бильк можно выделить местонахождение в нём комплекса зданий университета имени Генриха Гейне.
На последних коммунальных выборах, прошедших в 2009 году, за представителей различных партий население проголосовало следующим образом: ХДС - 36,4%, СДПГ - 23,3%, Зелёные - 20,8%, СвДП - 8,8%, Левые - 7,1%, Республиканцы - 1,2%, остальные партии - 2,3%. Партийное представительство в руководстве округа таким образом сформировалось в соответствии с пропорциями отданных за кандидатов голосов, среди которых преобладают "черно-зелёные" (ХДС и "Зелёные") партии (11 из 19 представителей).

## Фотогалерея восьми районов округа

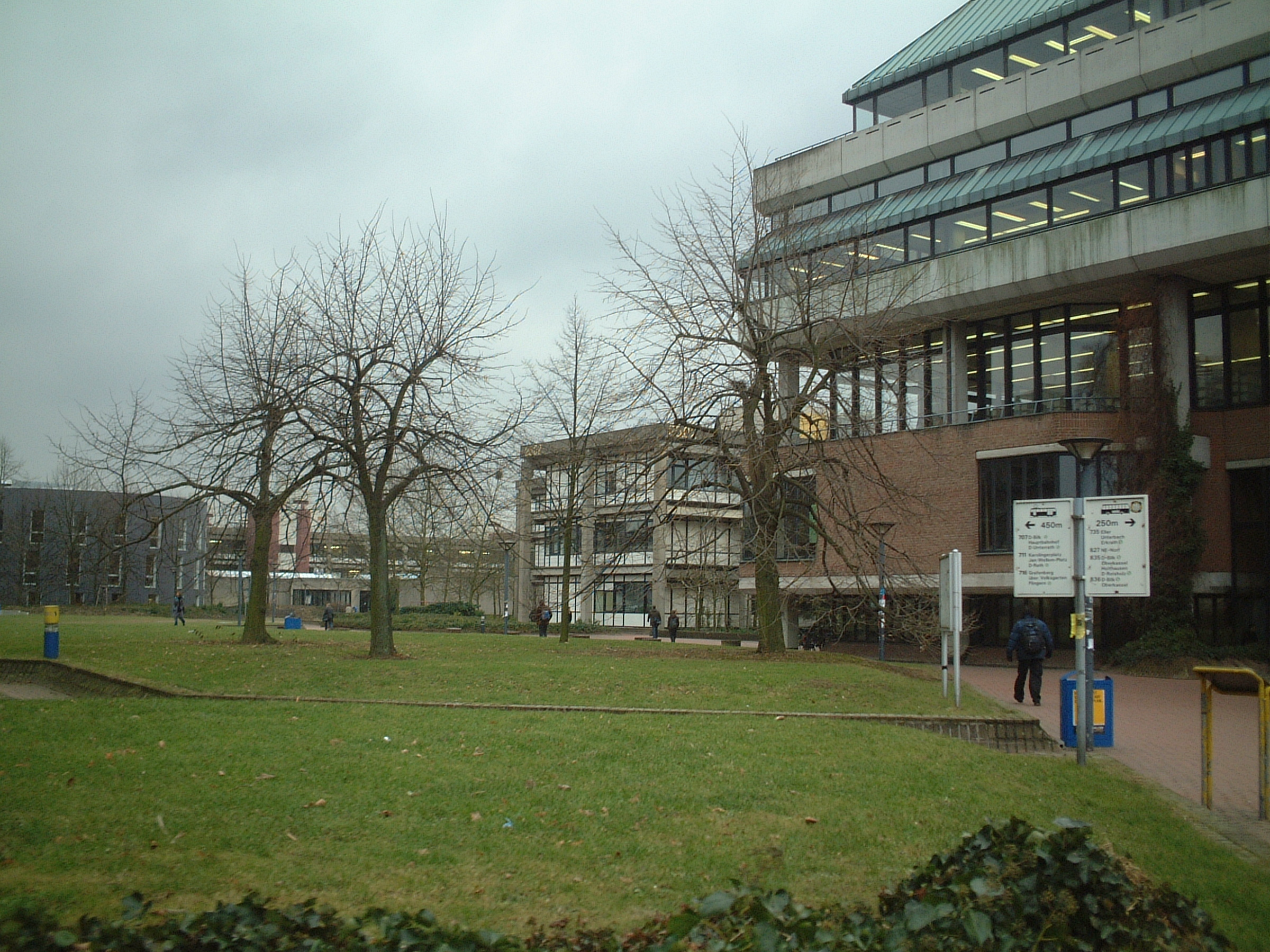
Университет, Бильк
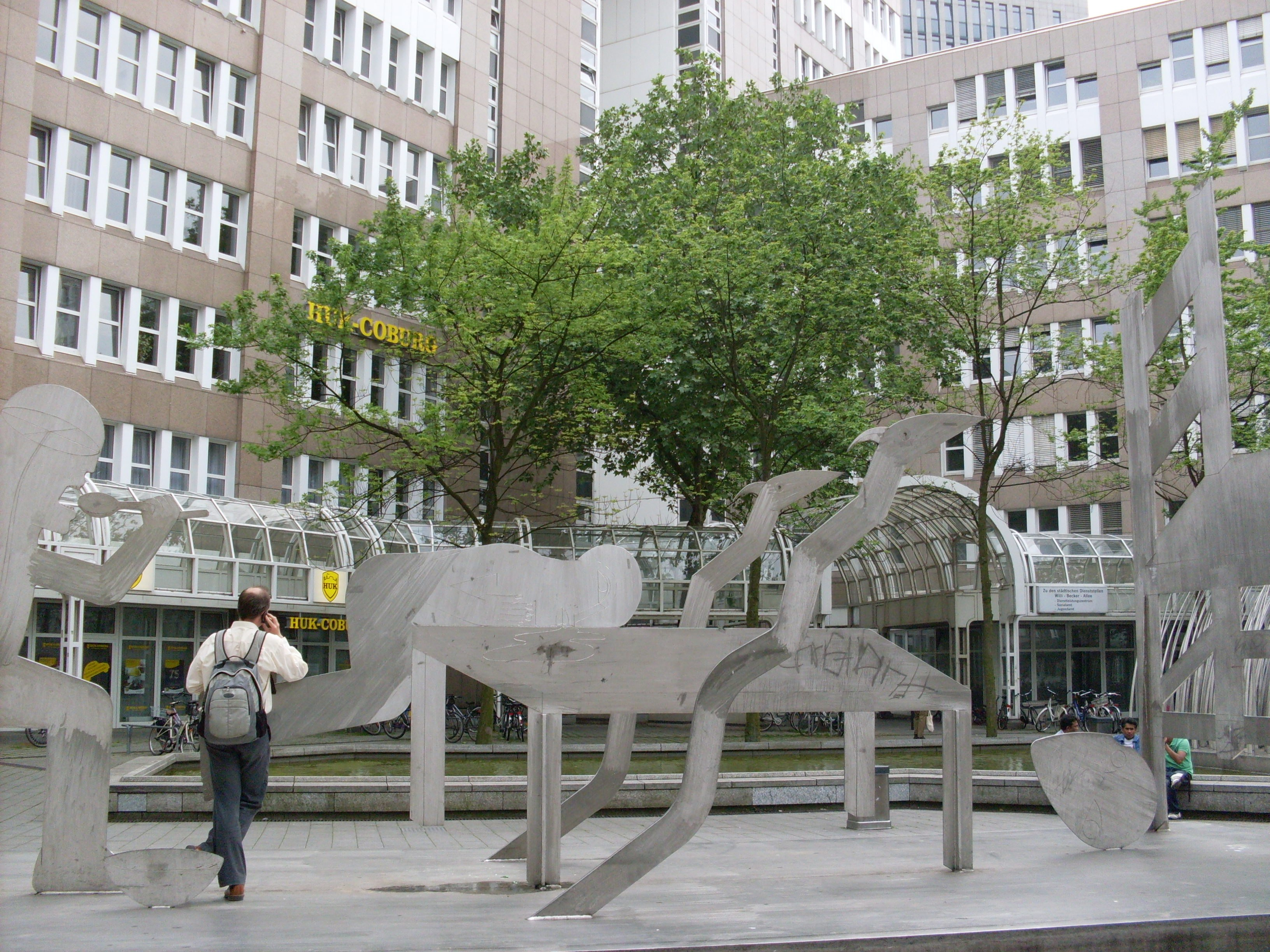
У центрального вокзала, Обербильк
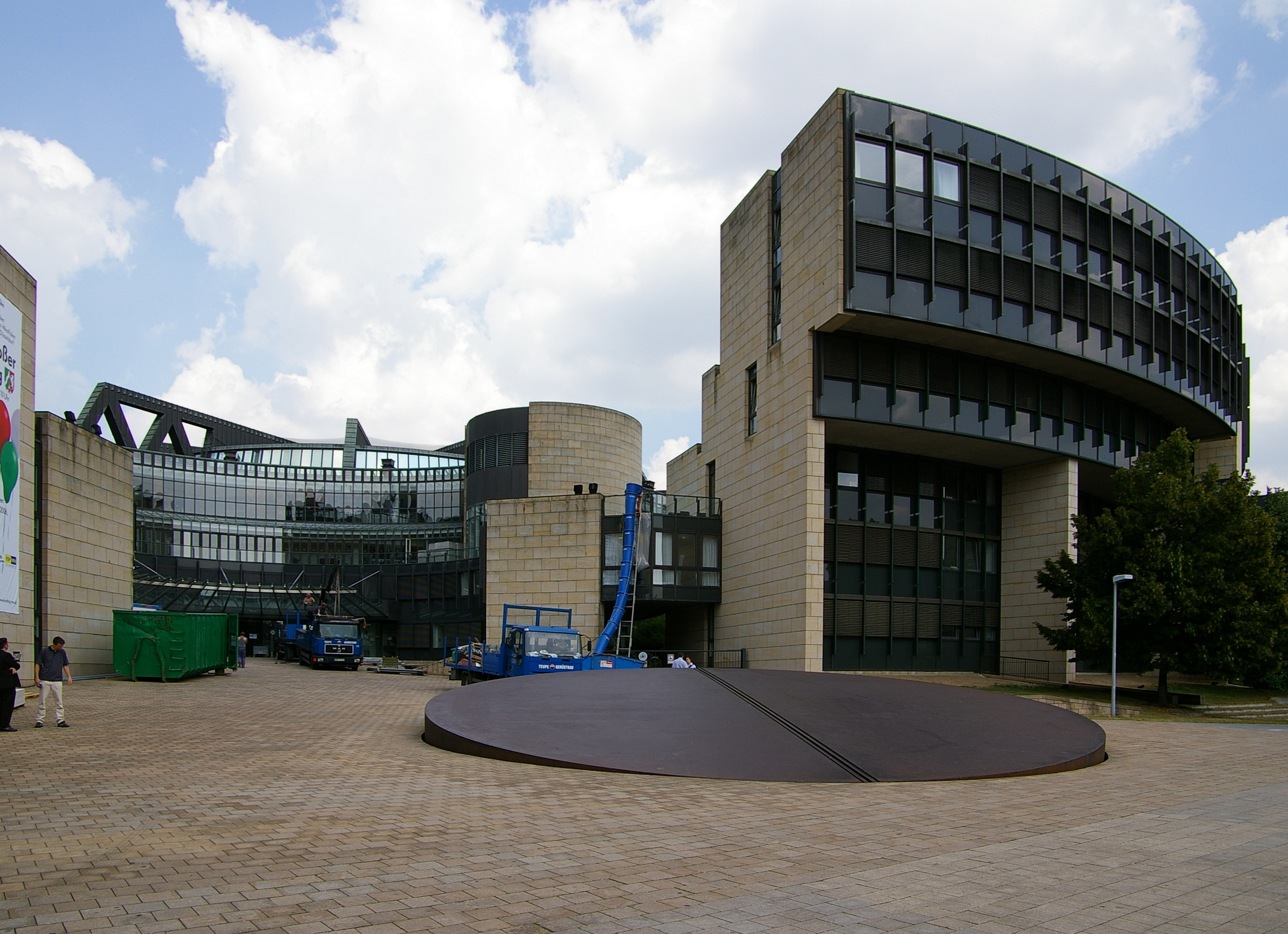
Земельное правительство, Хафен
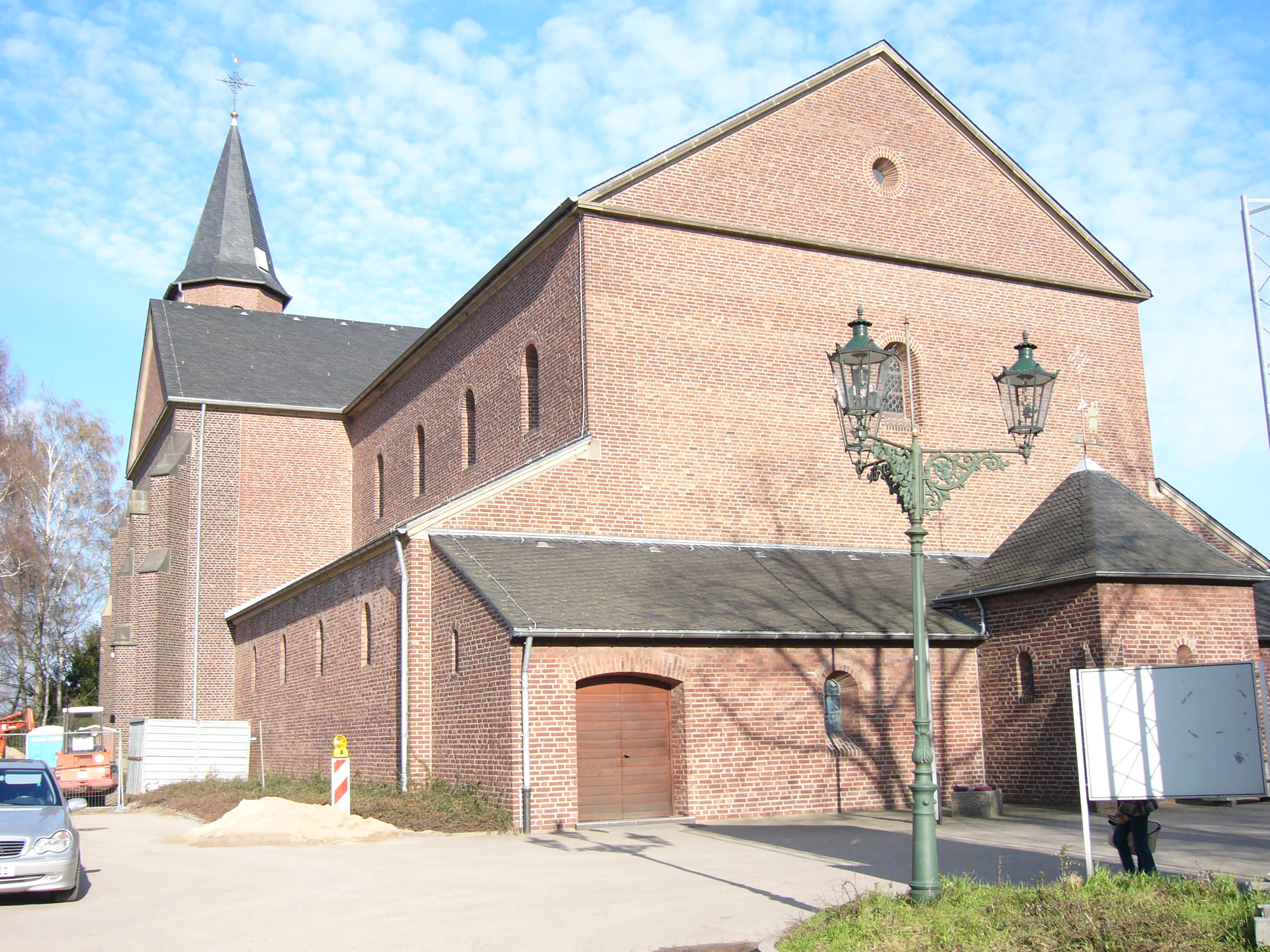
Католическая церковь, Флее
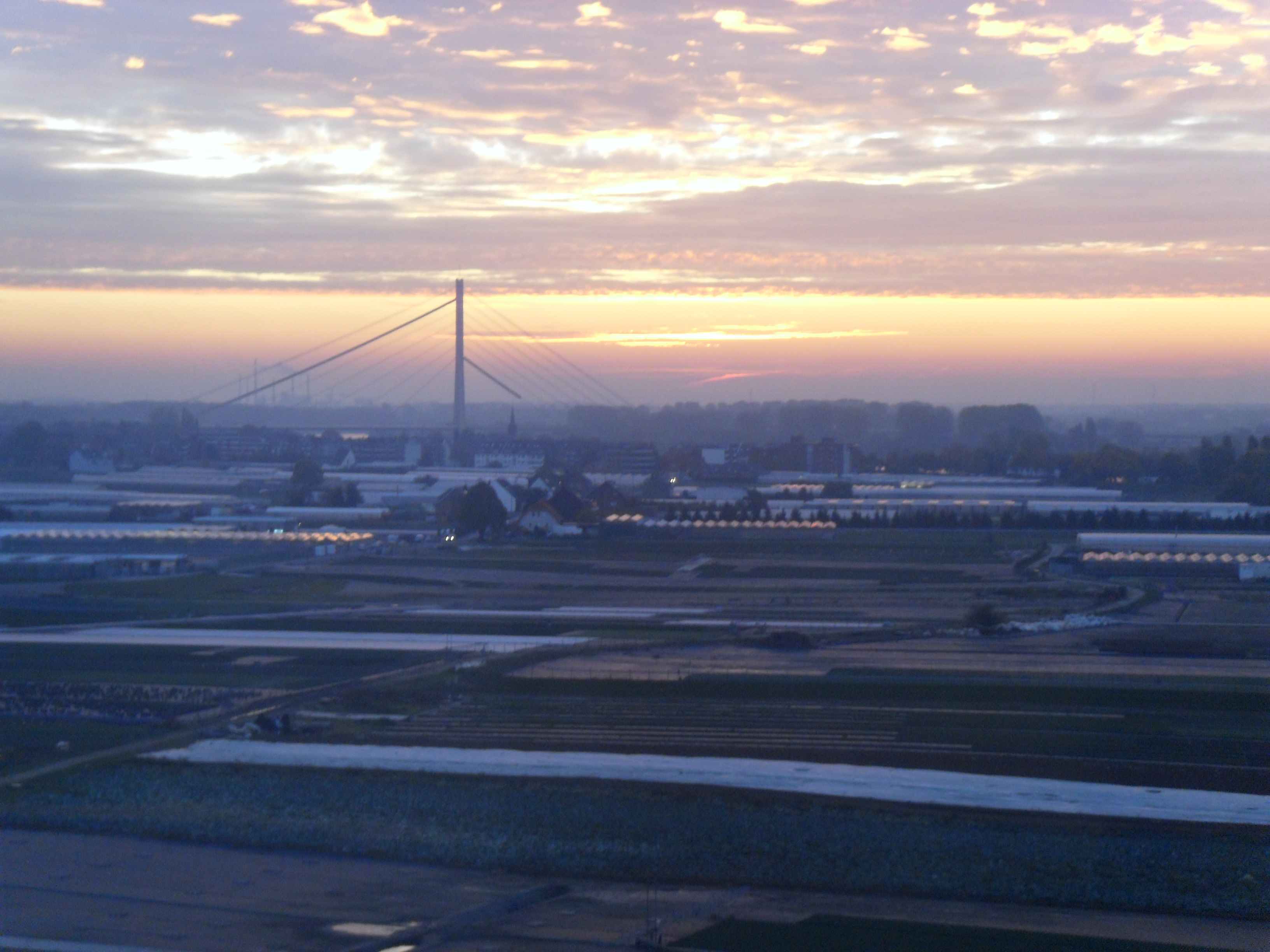
Вид на Фольмерсверт
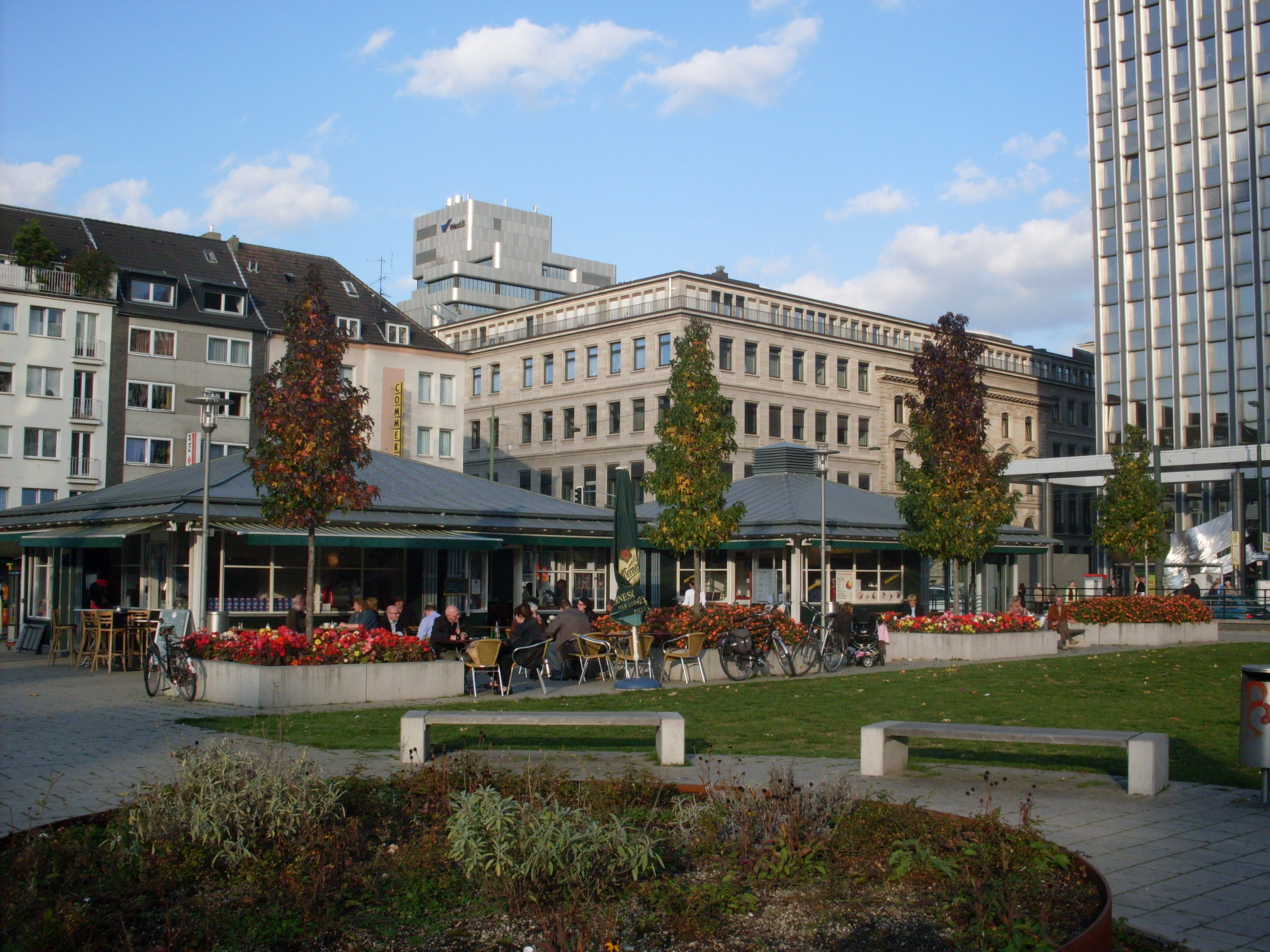
Церковная площадь, Унтербильк
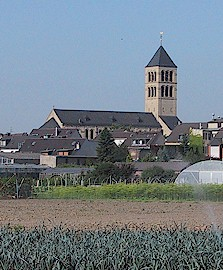
Церковь св. Власия, Хамм
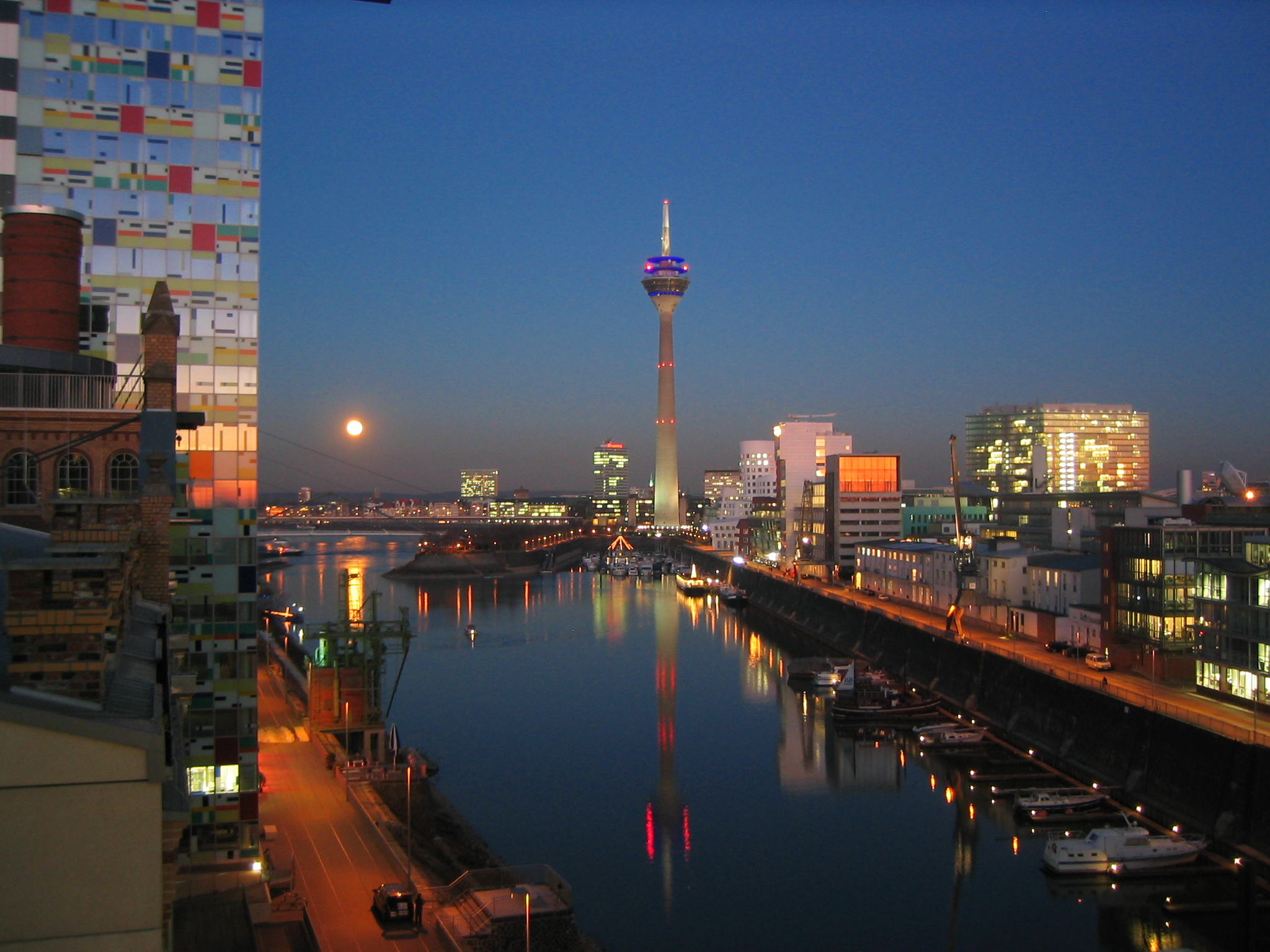
Ночной вид, Хафен

## Дополнительная информация
- Список округов Дюссельдорфа
- Список районов Дюссельдорфа